# Résolution 422 du Conseil de sécurité des Nations unies
Membres permanents
- Chine
- États-Unis
- France
- Royaume-Uni
- URSS

Membres non permanents
- Allemagne de l'Ouest
- Bénin
- Canada
- Inde
- Libye
- Mauritanie
- Pakistan
- Panama
- Roumanie
- Venezuela

Résolution no 421 Résolution no 423
La résolution 422 du Conseil de sécurité des Nations unies fut adoptée le 15 décembre 1977. Le Conseil a pris note d'un rapport du secrétaire général selon lequel, en raison des circonstances actuelles, la présence de la Force des Nations Unies chargée du maintien de la paix à Chypre continuerait d'être essentielle pour un règlement pacifique. Le Conseil a fait part de ses préoccupations concernant les mesures susceptibles de faire monter les tensions et a demandé au Secrétaire général de faire un rapport à nouveau avant le 31 mai 1978 pour suivre la mise en œuvre de la résolution.
Le Conseil a réaffirmé ses résolutions antérieures, y compris la résolution 365, s'est déclaré préoccupé par la situation, a exhorté les parties concernées à œuvrer ensemble pour la paix et a une nouvelle fois prolongé le stationnement de la Force à Chypre jusqu'au 15 juin 1978.
La résolution a été adoptée par 14 voix contre zéro, la Chine n'a pas participé au vote.